# Římskokatolická farnost Zaječí
Římskokatolická farnost Zaječí územní společenství římských katolíků v obci Zaječí s farním kostelem sv. Jana Křtitele.

## Území farnosti
- Zaječí s farním kostelem svatého Jana Křtitele

## Historie farnosti
Již na počátku psané historie obce se zde zmiňuje kostel a fara. Dnešní kostel je v jádru pozdně gotická stavba pocházející z roku 1508 s některými architektonickými články z doby jejího vzniku. Roku 1848 kostelní střecha a věž shořely. Roku 1860 byl kostel opraven, avšak loď záhy nevyhovovala svému účelu, a proto byl kostel roku 1912 přestavěn. Dne 19. srpna 1913 byl znovu vysvěcen. 
Místní společenství věřících velmi negativně poznamenal odsun sudetských Němců provedený po druhé světové válce. S Němci odešla většina věřících obyvatel. Budova fary sloužila následně i jako dílna a skladovací prostory. V 70. letech 20. století byla provedena přístavba napojená na historickou budovu. Po plánované rekonstrukci má fara sloužit jako komunitní centrum i jako zázemí pro duchovní správu.

## Duchovní správci
Duchovním správcem farnosti je kněz z Velkých Bílovic. Od roku 2008 jím byl jako administrátor excurrendo R. D. Mgr. Libor Salčák. Ten 19. 12. 2019 zemřel a na jeho místo byl dosazen R. D. Mgr. Pavel Römer. Toho od srpna 2020 vystřídal R. D. ThLic. Josef Chyba.

## Bohoslužby
| Kostel            | Místo  | Bohoslužba (den) | Hodina | Poznámka     |
| ----------------- | ------ | ---------------- | ------ | ------------ |
| sv. Jana Křtitele | Zaječí | sobota           | 17:30  | Farní kostel |

## Aktivity ve farnosti
Den vzájemných modliteb farností za bohoslovce a bohoslovců za farnosti brněnské diecéze i Adorační den připadá na 6. července. 
Farnost se v roce 2014 účastnila akce Noc kostelů.
Ve farnosti se pravidelně koná tříkrálová sbírka. V roce 2015 se při ní vybralo 18 541 korun,o rok později 18 543 korun.